# Shinel
Shinel é um filme de drama soviético de 1926 dirigido por Grigory Kozintsev e Leonid Trauberg.

## Enredo
Akaki Akakievich tinha medo da vida desde o nascimento. Ele se torna um oficial e se apaixona por uma linda garota que conheceu na Nevsky Prospekt.

## Elenco
- Antonina Eremeeva
- Emil Gal
- Sergey Gerasimov
- Andrei Kapler
- Andrei Kostrichkin como Akaki Akakievich
- Boris Shpis
- Pyotr Sobolevsky
- Yanina Zheymo